# قاتل الولاية الذهبية
قاتل الولاية الذهبية  (بالإنجليزية: Golden State Killer) واسمه جوزيف جيمس دي آنجيلو (بالإنجليزية: Joseph James DeAngelo)، هو قاتل متسلسل ومغتصب ولص، ارتكب ما لا يقل عن 13 جريمة قتل وأكثر من 50 حالة اغتصاب، وأكثر من 100 عملية سطو في كاليفورنيا من 1974 إلى 1986. ويعتقد أنه مسؤول عن ثلاث جرائم على الأقل في جميع أنحاء ولاية كاليفورنيا، وهو أول شخص يُعتَقل في أميركا من خلال علم الأنساب الوراثي. بدأت محاكمته في ولاية كاليفورنيا في التاسع والعشرين من شهر يونيو عام 2020، وحُكم عليه في 21 أغسطس بالسجن مدى الحياة.

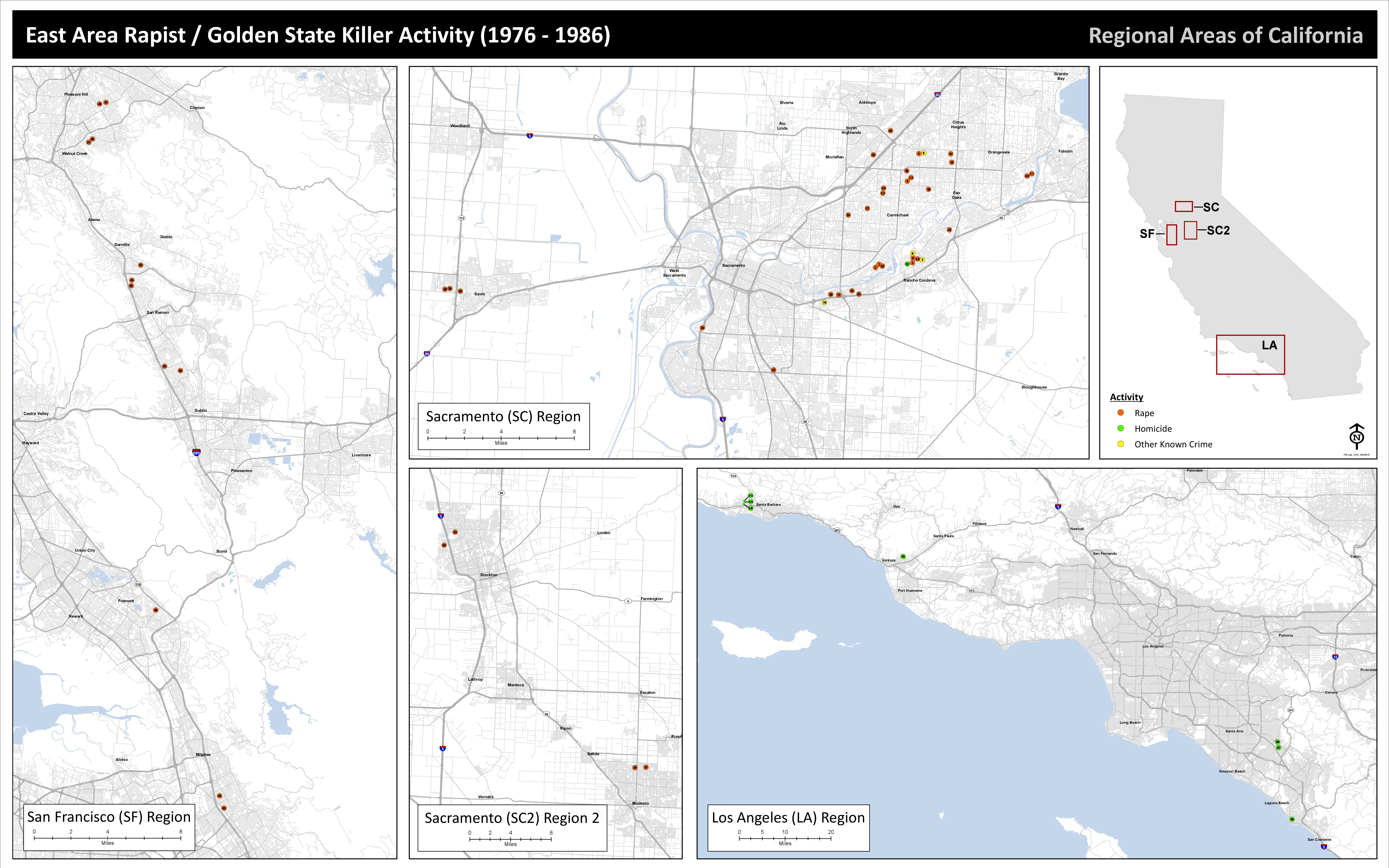
خريطة الهجمات المنسوبة إلى قاتل الولاية الذهبي